# Wereldbeker boogschieten 2010
De vijfde editie van de wereldbeker boogschieten vindt plaats in 2010. Ze bestaat uit vier wedstrijden en een finalewedstrijd op 18 en 19 september 2010 in Edinburgh. Mannen en vrouwen kunnen individueel en in teamverband meedoen. Dit is het eerste jaar dat er officieel ook met gemixte teams wordt geschoten. Er wordt geschoten met de recurveboog en met de compoundboog.

## Finale
| M/V                    | Onderdeel        | Goud               | Zilver           | Brons |
| Mannen                 |                  |                    |                  |       |
| Recurve - individueel  | Brady Ellison    | Im Dong-hyun       | Jayanta Talukdar |       |
| Compound - individueel | Sergio Pagni     | Braden Gellenthien | Rodger Willet    |       |
| Vrouwen                |                  |                    |                  |       |
| Recurve - individueel  | Yun Ok-hee       | Victoriya Koval    | Ki Bo-bae        |       |
| Compound - individueel | Albina Longinova | Ashley Wallace     | Erika Anschutz   |       |

## Stages

### Stage 1
Stage 1 werd 4-8 mei 2010 gehouden in Poreč, Kroatië.
| M/V                    | Onderdeel                                              | Goud                                                    | Zilver                                                       | Brons |
| Mannen                 |                                                        |                                                         |                                                              |       |
| Recurve - individueel  | Brady Ellison                                          | Vic Wunderle                                            | Simon Terry                                                  |       |
| Recurve - team         | ITA Ilario Di Buò Michele Frangilli Marco Galiazzo     | IND Mangal Singh Champia Tarundeep Rai Jayanta Talukdar | CHN Wenyuan Chen Yu Xing Shenzhou Zhao                       |       |
| Compound - individueel | Sam Kyritsoglou                                        | Sergio Pagni                                            | Reo Wilde                                                    |       |
| Compound - team        | USA Dave Cousins Braden Gellenthien Reo Wilde          | DEN Martin Damsbo Mads Juul Krogshede Patrick Laursen   | ESA Rigoberto Hernandez Roberto Hernandez Jorge Jimenez      |       |
| Vrouwen                |                                                        |                                                         |                                                              |       |
| Recurve - individueel  | Sabrina Struyf                                         | Elena Kuznetsova                                        | Bérengère Schuh                                              |       |
| Recurve - team         | UKR Tetjana Dorochova Victoriya Koval Kateryna Palekha | BLR Iryna Hul Elena Kuznetsova Katsiaryna Timofeyeva    | CHN Ming Cheng Faping Guo Shansan Zhu                        |       |
| Compound - individueel | Ashley Wallace                                         | Nicky Hunt                                              | Sandrine Vandionant                                          |       |
| Compound - team        | RUS Anna Artemova Viktoria Balzjanova Albina Loginova  | USA Erika Anschutz Jamie Van Natta Diane Watson         | MEX Linda Ochoa Felisa de la Concha Ana del Milagro Crisanto |       |
| Teams                  |                                                        |                                                         |                                                              |       |
| Recurve - gemixt       | USA Brady Ellison Jennifer Nichols                     | CHN Ming Cheng Yu Xing                                  | ITA Michele Frangilli Pia Carmen Lionetti                    |       |
| Compound - gemixt      | CAN Dietmar Trillus Ashley Wallace                     | DEN Martin Damsbo Camilla Soemod                        | USA Jamie Van Natta Reo Wilde                                |       |

### Stage 2
Stage 2 werd 4-11 juni 2010 gehouden in Antalya, Turkije.
| M/V                    | Onderdeel                                                | Goud                                                                | Zilver                                                       | Brons |
| Mannen                 |                                                          |                                                                     |                                                              |       |
| Recurve - individueel  | Xiangqing Jing                                           | Michele Frangilli                                                   | Brady Ellison                                                |       |
| Recurve - team         | IND Mangal Singh Champia Rahul Banerjee Jayanta Talukdar | USA Brady Ellison Butch Johnson Vic Wunderle                        | JPN Shungo Tabata Takaharu Furukawa Ryota Amano              |       |
| Compound - individueel | Martin Damsbo                                            | Braden Gellenthien                                                  | Vladas Sigauskas                                             |       |
| Compound - team        | RSA Nico Benade Seppie Cilliers Riaan Crowther           | USA Ben Cleland Braden Gellenthien Rodger Willet jr.                | GBR Duncan Busby Liam Grimwood Chris White                   |       |
| Vrouwen                |                                                          |                                                                     |                                                              |       |
| Recurve - individueel  | Victoriya Koval                                          | Inna Stepanova                                                      | Ksenia Perova                                                |       |
| Recurve - team         | CHN Zhu Shanshan Guo Faping Cheng Ming                   | RUS Tatyana Boroday Ksenia Perova Inna Stepanova                    | USA Heather Koehl Khatuna Lorig Jennifer Nichols             |       |
| Compound - individueel | Erika Anschutz                                           | Nicky Hunt                                                          | Ashley Wallace                                               |       |
| Compound - team        | RUS Anna Artemova Viktoria Balzhanova Albina Loginova    | IRI Ensieh Hajianzehali Seyedeh-Vida Halimianavval Parsamehr Mahtab | MEX Ana Del Milagro Crisanto Felisa De La Concha Linda Ochoa |       |
| Teams                  |                                                          |                                                                     |                                                              |       |
| Recurve - gemixt       | CHN Xing Yu Cheng Ming                                   | USA Brady Ellison Jennifer Nichols                                  | FRA Romain Girouille Bérengère Schuh                         |       |
| Compound - gemixt      | MEX Julio Ricardo Fierro Linda Ochoa                     | DEN Martin Damsbo Camilla Soemod                                    | USA Erika Anschutz Duane Price                               |       |

### Stage 3
Stage 3 werd 3-7 augustus 2010 gehouden in Ogden, Verenigde Staten.
| M/V                    | Onderdeel                                                      | Goud                                                             | Zilver                                                          | Brons |
| Mannen                 |                                                                |                                                                  |                                                                 |       |
| Recurve - individueel  | Kim Woo-jin                                                    | Oh Jin-hyek                                                      | Im Dong-hyun                                                    |       |
| Recurve - team         | Verenigde Staten Jake Kaminski Brady Ellison Victor Wunderle   | China Chen Wenyuan Song Junjie Xing Yu                           | Zuid-Korea Im Dong-hyun Lee Chang-hwan Oh Jin-hyek              |       |
| Compound - individueel | Braden Gellenthien                                             | Jorge Jimenez                                                    | Rodger Willet                                                   |       |
| Compound - team        | Verenigde Staten Braden Gellenthien Jesse Broadwater Reo Wilde | Canada Andrew Fagan Kevin Tataryn Dietmar Trillus                | El Salvador Rigoberto Hernández Roberto Hernández Jorge Jimenez |       |
| Vrouwen                |                                                                |                                                                  |                                                                 |       |
| Recurve - individueel  | Kim Moon-jung                                                  | Ki Bo-bae                                                        | Yun Ok-hee                                                      |       |
| Recurve - team         | Zuid-Korea Joo Hyun-jung Ki Bo-bae Yun Ok-hee                  | India Novia Nuraini Rina Dewi Puspitasari Ika Yuliana Rochmawati | China Zhu Shanshan Guo Faping Cheng Ming                        |       |
| Compound - individueel | Sandrine Vandionant                                            | Doris Jones                                                      | Jamie Van Natta                                                 |       |
| Compound - team        | Verenigde Staten Erika Anschutz Jamie Van Natta Diane Watson   | Canada Camille Bouffard-Demers Doris Jones Ashley Wallace        | Australië Rebecca Darby Fiona Hyde Cassie Mc Call               |       |
| Teams                  |                                                                |                                                                  |                                                                 |       |
| Recurve - gemixt       | Zuid-Korea Kim Moon-jung Oh Jin-hyek                           | Verenigd Koninkrijk Naomi Folkard Larry Godfrey                  | Italië Michele Frangilli Natalia Valeeva                        |       |
| Compound - gemixt      | Rusland Viktoria Balzhanova Alexander Dambaev                  | Verenigde Staten Jamie Van Natta Rodger Willet                   | Denemarken Martin Damsbo Camilla Soemod                         |       |

### Stage 4
Stage 4 wordt 31 augustus-4 september 2010 gehouden in Shanghai, China.
| M/V                    | Onderdeel                                                    | Goud                                                        | Zilver                                                        | Brons |
| Mannen                 |                                                              |                                                             |                                                               |       |
| Recurve - individueel  | Im Dong-hyun                                                 | Lee Chang-hwan                                              | Jayanta Talukdar                                              |       |
| Recurve - team         | India Rahul Banerjee Tarundeep Rai Jayanta Talukdar          | Japan Ryota Amano Takaharu Furukawa Hideki Kikuchi          | Zuid-Korea Im Dong-hyun Kim Woo-jin Oh Jin-hyek               |       |
| Compound - individueel | Shaun Teasdale                                               | Koos de Wet                                                 | Jorge Jimenez                                                 |       |
| Compound - team        | Australië Patrick Coghlan Clint Freeman Robert Timms         | Verenigd Koninkrijk Duncan Busby Liam Grimwood Chris White  | Verenigde Staten Braden Gellenthien Rodger Willet Reo Wilde   |       |
| Vrouwen                |                                                              |                                                             |                                                               |       |
| Recurve - individueel  | Ki Bo-bae                                                    | Deepika Kumari                                              | Yun Ok-hee                                                    |       |
| Recurve - team         | Zuid-Korea Joo Hyun-jung Ki Bo-bae Yun Ok-hee                | China Zhu Shanshan Zhang Yunlu Cheng Ming                   | Chinees Taipei Tan Ya-ting Wu Hui-ju Yuan Shu-chi             |       |
| Compound - individueel | Nicky Hunt                                                   | Linda Ochoa                                                 | Erika Anschutz                                                |       |
| Compound - team        | Verenigde Staten Erika Anschutz Jamie Van Natta Diane Watson | Rusland Anna Kazantseva Viktoria Balzhanova Albina Loginova | Verenigd Koninkrijk Danielle Brown Nicky Hunt Nichola Simpson |       |
| Teams                  |                                                              |                                                             |                                                               |       |
| Recurve - gemixt       | Zuid-Korea Ki Bo-bae Lee Chang-hwan                          | Verenigde Staten Jake Kaminski Khatuna Lorig                | Oekraïne Victoriya Koval Viktor Ruban                         |       |
| Compound - gemixt      | Mexico Hafid Jaime Linda Ochoa                               | Iran Seyedeh-Vida Halimianavval Reza Zamaninejad            | Verenigde Staten Erika Anschutz Reo Wilde                     |       |